# Ethel Byrne (Frauenrechtlerin)

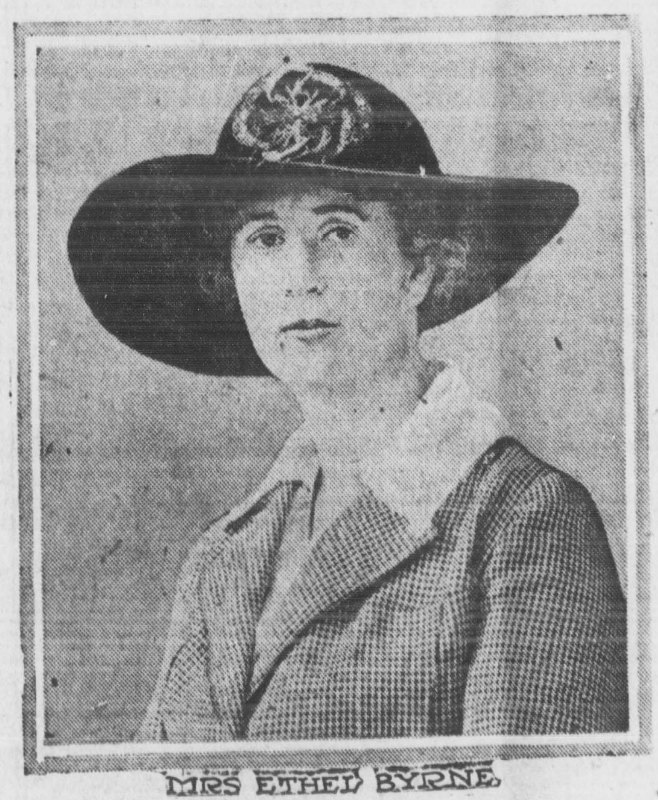
Ethel Byrne

Ethel Higgins Byrne (* 1883 in Corning, New York; † 1955), jüngste Schwester von Margaret Sanger, war eine US-amerikanische Krankenschwester und Frauenrechtlerin. Sie war eine radikale Aktivistin der Bewegung für Geburtenkontrolle und begründete 1916 mit Sanger und Fania Mindell die erste US-amerikanische Klinik für Familienplanung und Geburtenkontrolle in Brownsville, Brooklyn. Am 22. Januar 1917 wurde sie zu 30 Tagen im Arbeitshaus verurteilt und trat daher in Hungerstreik. Als erste Frau in den USA wurde sie zwangsernährt und nach zehn der 30 Tage Haft vom Gouverneur begnadigt. Sanger hatte geschworen, dass Byrne nie wieder gegen das Gesetz verstoßen würde. Diese zog sich im Anschluss aus dem Aktivismus zurück.